# Nagurus manangus
Nagurus manangus är en kräftdjursart som beskrevs av Helmut Schmalfuss1983. Nagurus manangus ingår i släktet Nagurus och familjen Trachelipodidae. Inga underarter finns listade i Catalogue of Life.